# Reni Eddo-Lodge
Pour les articles homonymes, voir Lodge.
Reni Eddo-Lodge, née le 25 septembre 1989, est une journaliste et autrice britannique. Elle écrit sur le féminisme et le racisme structurel. Son essai intitulé « Pourquoi je ne parle plus de race avec les blancs », traduit en français sous le titre Le racisme est un problème de Blancs, est un grand succès critique et commercial : en juin 2020, elle est devenue la première femme noire britannique à occuper la première place du classement général des livres britanniques.

## Jeunesse
Eddo-Lodge est née et a grandi à Londres. Sa mère est nigériane. Elle explique avoir « réalisé qu’il y avait un vrai problème de représentation dans la société » à l'âge de 4 ans lorsqu'elle a demandé à sa mère quand est-ce que sa peau noire deviendrait blanche,.
Elle est scolarisée à la St Anne's Catholic High School (en) d'Enfield puis étudie la littérature anglaise à l'université du Lancashire central, dont elle est diplômée en 2011. À l'université, elle s'implique dans l'activisme féministe (tout en regrettant que les militantes féministes blanches soient « très douées pour remettre en question le patriarcat, beaucoup moins efficaces pour démonter les autres formes de pouvoir et de domination ») et dans le mouvement étudiant au Royaume-Uni de 2010. Elle est présidente du syndicat étudiant de l'université du Lancashire central jusqu'en 2012, et est membre du Conseil exécutif national du syndicat national des étudiants de 2012 à 2013.

## Carrière
En tant que journaliste pigiste, Eddo-Lodge écrit pour The New York Times, The Guardian, The Independent, The Daily Telegraph, The Voice, BuzzFeed, Vice, i-D et Dazed & Confused.
En décembre 2013, Reni Eddo-Lodge participe au programme de la radio BBC Radio 4 Woman's Hour (en) pour évoquer l'actualité féministe aux côtés de Caroline Criado-Perez. Au cours d'une discussion sur l'Intersectionnalité, Criado-Perez sous-entend qu'Eddo-Lodge aurait harcelé en ligne d'autres féministes. Criado-Perez présentera ses excuses pour la façon de ses observations ont pu être interprétées, mais Eddo-Lodge sera accusée d'intimidation par l'ancienne parlementaire conservatrice Louise Mensch. Reni Eddo-Lodge est également interviewée au sujet du féminisme par le programme de la BBC Radio 3 Night Waves. En avril 2014, elle est jurée de la "Power List 2014" du programme Woman's Hour.
En janvier 2018, elle est sélectionnée comme l'une des sept femmes britanniques à être photographiées par Vogue et qualifiées de « nouvelles suffragettes », aux côtés de Sophie Walker, Stella Creasy, Gillian Wearing, Liv Little, Paris Lees, et Dina Torkia, à l'occasion du centenaire de l'obtention du droit de vote par les femmes en Angleterre.
D'après Léa Mormin-Chauvac dans Libération, elle fait partie, avec la féministe afro-américaine Brit Bennett, des figures émergentes de la lutte antiraciste qui interpellent les personnes blanches et remettent en question le « système politique forgé par des siècles de domination blanche du monde ». La traduction en français de l'ouvrage de Reni Eddo-Lodge, comme la récente « Histoire des Blancs » de l'Américaine Nell Irvin Painter, révèle un début d'intérêt en France pour les études sur la « condition blanche » ou « blanchité » ,.

## «Pourquoi je ne parle plus de race avec les blancs»
En 2014, elle publie sur son blog un billet intitulé Why I’m No Longer Talking to White People About Race (« Pourquoi je ne parle plus de race avec les blancs ») qui deviendra viral, dans lequel elle expose sa frustration devant le fait que les gens qui parlent le plus du racisme au Royaume Uni ne sont pas ceux qui le subissent,,,.
En 2017, elle termine un livre sur ce sujet, portant le même titre, Why I’m No Longer Talking to White People About Race,,,, commandé par Bloomsbury Publishing et qui fait la fierté de son éditrice Alexandra Pringle. Il sort en juin 2017 en Angleterre, en décembre aux États-Unis, et en septembre 2018 en France.

### Réception, au Royaume Uni.
Le vainqueur 2015 du Booker Prize, Marlon James, écrit que le livre était « essentiel », et « ne demandait qu'à être écrit ». C'est un succès en Angleterre (il est resté des mois dans les 10 meilleures ventes outre-Manche,), alors qu'il n'est pas consensuel. Il remporte le Prix Jhalak (en), un prix littéraire annuel décerné aux écrivains de couleur britanniques, en mars 2018. 
En juin 2020, après la mort de George Floyd, l'essai figure en tête du « palmarès Nielsen des 50 livres les plus vendus au Royaume-Uni », un classement de référence. Elle est la première autrice britannique noire – femmes et hommes confondus – à atteindre cette première place,,,. La semaine du 6 juin 2020, l’essai avait déjà atteint la première place dans la catégorie des ouvrages de non-fiction en poche. L'autrice souligne qu'elle « ne peux qu’être troublée par les circonstances tragiques à l’origine de ce succès ».
Margot Finn (en), présidente de la Royal Historical Society britannique, mentionne le travail d'Eddo-Lodge dans l'introduction du rapport Race, Ethnicity & Equality en 2018: « Reni Eddo-Lodge pose une question fondamentale: “Qui accepterait qu'on lui rappelle l'existence d'un système dont il bénéficie au détriment des autres?” (…) Ce rapport reflète notre reconnaissance de plus en plus claire du fait que notre engagement vers une plus grande égalité ne peut être efficace que si nous nous posons des questions difficiles sur notre propre place dans des systèmes de privilèges ethniques et raciaux » ,.

### En France et au Québec
Le livre parait en français en septembre 2018 sous le titre « Le racisme est un problème de Blancs »,,,. Selon la 1re francetvinfo guadeloupe, le « livre a bousculé les consciences » en Grande-Bretagne. ChEEk magazine le qualifie de « précieux ouvrage pédagogique très bien documenté, qui retrace les faits historiques qui ont mené à la situation actuelle [dans lequel elle] explique les notions de privilège blanc et de racisme systémique, les liens entre racisme et classe sociale, la peur “d’une planète noire” et bien sûr “la question du féminisme”. » La militante « décoloniale » Françoise Vergès dans une tribune dans le journal Le Monde décrit le livre comme un « examen extrêmement documenté du "racisme structurel" et du "privilège blanc" ». Stéphane Baillargeon regrette qu'elle n'y parle pas d'appropriation culturelle. Pour Louis Chahuneau dans Le Point Eddo-Lodge « fait partie de ce groupe de penseuses qui critiquent l'universalisme républicain et bousculent les tabous raciaux ». Dans Libération, Alain Policar (politologue au Cevipof, membre du comité scientifique et coordinateur du Dictionnaire historique et critique du racisme) explique pourquoi à son avis, quand Reni Eddo-Lodge évoque « les ravages imaginaires du racisme anti-Blancs », elle a « parfaitement raison d’insister sur la notion de racisme structurel, racisme dont la population majoritaire ne peut être victime ».
Pour le journaliste John Nais, du site internet toukimontreal consacré à l'activité africaine à Montréal, le livre est « un brillant outil pour contrer le racisme », mais « évidemment, les propos de Reni Eddo-Lodge vont être remis en question, notamment par ceux et celles qui refusent de voir les races (on parle ici de races au sens de construction sociale, pas de races biologiques, qui elles, n’existent pas). Ceux et celles-là qui refusent de voir la race (les colour blind comme les appelle l’auteure) avancent que parler de race amène le racisme. Reni Eddo-Lodge n’est bien évidemment pas de cet avis ».
En 2020, pendant les manifestations liées à la mort de George Floyd aux États-Unis et d'Adama Traoré en France, plusieurs journalistes, dont Hayley Maitland de Vogue Paris rangent « Pourquoi je ne parle plus de race avec les blancs » parmi les « livres essentiels contre le racisme ».

## «About Race With Reni Eddo-Lodge»(Podcast)
En mars 2018, elle lance le podcast « About Race With Reni Eddo-Lodge ». Elle y développe les thèmes déjà présents dans le livre et invite des contributeurs variés tels que le journaliste Owen Jones, les musiciens Akala (en) et Billy Bragg, etc. Un « must-listen » du point de vue du Guardian.

## Distinctions
- 2010 : « Hautement recommandée » par le jury du prix Channel 4 news du blogueur de l'année[47].
- 2014 : 27e du top 30 des jeunes dans les médias numériques du Guardian[48].
- 2014 : Top 30 des voix virales de moins de 30 ans[49].
- 2014 : Élue dans le top 10 des livres écrits par une femme qui ont changé le monde[50].
- 2014 : 48e dans le top 100 de Elle UK, des femmes qui contribuent à autonomiser les femmes[51].
- 2018 : British Book Award for a work of Narrative Non-Fiction[28].
- 2018 : Prix Jhalak (en) du livre britannique écrit par un écrivain de couleur[29].
- 2019 : récompensée à l'occasion du 21e Festival Metropolis Bleu, Montréal[52],[53].
- 2019: prix honorifique de l'Université d'Exeter[54].

## Audio
- (en) Eddo-Loge, « About Race with Reni Eddo-Loge » [audio], 2018 | Apple Podcasts
- Lauren Bastide, « La Poudre - Épisode 40 - Reni Eddo-Lodge (doublé en français) » [audio] (consulté le 30 novembre 2018)